# Auguste Marchant (officier)
Auguste Marchant, né le  23 février 1863 à Ben-Ahin et mort 13 juin 1923 à Etterbeek, est un général belge commandant en chef de la Force publique au Congo belge.

## Biographie
Auguste Prosper Léon Marchant, né le 23 février 1863 à Ben-Ahin, est le fils d'Auguste Marchant, médecin, et de Florentine Bougnet. Il épouse Fanny Goffin le 28 janvier 1893 à Liège. 
Il s'engage à 14 ans au 12e régiment de Ligne. Il est admis à l'École royale militaire et en sort en mai 1883 sous-lieutenant. Il passe dans la cavalerie en septembre 1884. Il est ensuite admis à l'École de guerre et en sort en décembre 1892 breveté adjoint d'état-major. Il est nommé aide de camp des généraux Lunden et Burnell puis est détaché au 4e régiment de Lanciers comme major.
En avril 1911, il est affecté au Congo belge à Boma et s'embarque à bord de l'Élisabethville pour la colonie en qualité d'inspecteur d'État et de commandant en chef de la Force publique. Il rentre en Europe juillet 1913 et ne retourne au Congo qu'en juin 1914. Il est entretemps promu lieutenant-colonel.
Lors de la Première Guerre mondiale, il est à la tête d'une force de 18.000 hommes de troupes auxquels il peut ajouter 200.000 civils réquisitionnés comme porteurs. Il conduit la Force publique lors de la campagne victorieuse du Cameroun d'août 1914 à février 1916. Lors de cette campagne, de septembre 1914 à décembre 1914, il répond à quatre demandes d'assistance militaire des alliés franco-anglais. En octobre 1915, les troupes belges ont complètement éliminé les forces allemandes au sud-ouest du Cameroun. En récompense, il est promu colonel en avril 1915 et est fait officier de la Légion d'honneur par la France pour services rendus à la cause alliée. Auguste Marchant quitte définitivement le Congo belge en janvier 1916. Il reprend du service dans l'armée métropolitaine belge engagée sur le front de l'Yser. En mai 1916, il est désigné pour commander le 1er régiment de Chasseurs à cheval. À partir de mars 1917, il souffre de rhumatisme articulaire aigu contracté dans la boue des Flandres et séjourne pendant de longues périodes à l'hôpital. Il est alors admis à la pension anticipativement en décembre 1917. 

## Hommages et distinctions
Il est promu général-major à titre honoraire en juillet 1920.
Il a reçu les distinctions suivantes,  :
- Commandeur de l'ordre de la Couronne (Belgique) ;
- Officier de l'ordre de Léopold avec palme (Belgique) ;
- Croix de guerre 1914-1918 (Belgique) ;
- Croix militaire de 1ère classe (Belgique) ;
- Officier de l'ordre royal du Lion (Congo belge) ;
- Étoile de Service (Congo belge) ;
- Médaille commémorative des campagnes d'Afrique 1914-1917 (Congo belge) ;
- Officier de la Légion d'honneur (France).